# Luchtmassa (astronomie)

De luchtmassa als funktie van de zenithoek

In de astronomie wordt met luchtmassa (air mass of airmass) een relatieve maat van de afstand bedoeld die het licht van een hemellichaam aflegt door de aardatmosfeer. Die afstand is het kortst als het hemellichaam in zijn zenit staat. De afstand die het licht vanaf die hoek richting het aardoppervlak aflegt tot zeeniveau is per definitie luchtmassa (airmass) 1,0. De airmass is een dimensieloze grootheid. Zodra het hemellichaam onder een andere hoek dan in de zenit staat, is de afstand groter tot deze maximaal is als het licht vanaf de horizon het zeeniveau bereikt. De extinctie of uitdoving van bijvoorbeeld het licht van een ster door de atmosfeer wordt tegelijk met de luchtmassa groter. De uitdoving bestaat uit reflectie, verstrooiing en absorptie.

Volgens verschillende methoden berekende luchtmassa voor zenithoek groter dan 80 graden

Er bestaan verschillende benaderingen om de luchtmassa bij grote zenithoek (kleine hoogte) te berekenen. Hierbij wordt rekening gehouden met de kromming van de Aarde. 
Bij astronomische waarnemingen wordt de airmass op het tijdstip van de waarneming gebruikt om de gemeten waarde te corrigeren voor atmosferische extinctie. Ook is de lichtbreking door de atmosfeer afhankelijk van de luchtmassa en moet hiermee rekening gehouden worden, in het bijzonder bij submillimeterwaarnemingen.
Het begrip airmass werd voor het eerst gebruikt door Pierre Bouguer in 1729.